# Robert Freitag
Robert Peter Freitag, född Freytag 7 april 1916 i Wien, död 8 juli 2010 i München, var en österrikisk-schweizisk skådespelare, regissör och manusförfattare. Han var gift med skådespelerskan Maria Becker och far till skådespelarna Oliver Tobias och Benedict
Freitag.

## Filmografi (urval)
- 2001 - Die Liebenden vom Alexanderplatz
- 1985 - De vilda gässen II
- 1985 - A Song for Europe
- 1981 - Berlin Tunnel 21
- 1963 - Den stora flykten
- 1962 - Den längsta dagen
- 1960 - Wilhelm Tell
- 1955 - 20 juli - attentatet mot Hitler

## Regi
- 1961 - Rosmersholm
- 1960 - Ein Monat auf dem Lande

## Filmmanus
- 1961 - Rosmersholm